# روبي إي
روبي إي (بالإنجليزية: Robbie E)‏ هو مصارع رياضي أمريكي، ولد في 1 أكتوبر 1983 في ألبين في الولايات المتحدة.

## وصلات خارجية
- روبي إي على موقع CageMatch worker (الإنجليزية)
- روبي إي على موقع قاعدة بيانات المصارعة على الإنترنت (الإنجليزية)

- الموقع الرسمي
- روبي إي على موقع IMDb (الإنجليزية)
- روبي إي على موقع قاعدة بيانات الفيلم (الإنجليزية)